# Epitafium Matthiasa Schebitza
Epitafium Matthiasa Schebitza – późnogotyckie epitafium z wyrzeźbionym kamiennym przedstawieniem zdjęcia Chrystusa z krzyża znajdujące się na zewnętrznej elewacji wschodniej (po stronie południowej) kościoła Świętej Marii Magdaleny we Wrocławiu, jednej z dwóch głównych historycznych far Starego Miasta, obecnie katedry Kościoła polskokatolickiego. Jeden z najcenniejszych przykładów gotyckich epitafiów naściennych, powszechnych w sztuce Wrocławia w II połowie XV i początkach XVI wieku.
Epitafium wykonane jest z piaskowca, ma formę prostokąta, w jego polu została ukazana scena Zdjęcia z Krzyża charakteryzująca się harmonijnym połączeniem reliefu z rzeźbą pełnoplastyczną. Centralną część kompozycji zajmuje krzyż, ponad którym Józef z Arymatei mocno chwyta zawieszone na nim i na ramionach Jezusa prześcieradło, które jest bardzo naciągnięte przez ciężar ciała. U dołu podtrzymuje je Nikodem. Pomagają im trzej mężczyźni, spośród których dwóch ma na głowach szpiczaste czepce o wykroju typowym dla średniowiecznej ikonografii Żydów, stojący naprzeciwko Nikodema wyjmujący gwóźdź z krzyża mężczyzna ma zaokrąglone u góry  nakrycie głowy, na sobie ma długi płaszcz z kapturem przewiązany pasem z zawieszoną na nim sakiewką. Podobne płaszcze mają pozostali pomocnicy. Zza plecami mężczyzny podtrzymującego prawe ramię Jezusa wyłania się Matka Boża, która ma złożone ręce okazując modlitwę i opłakując śmierć Syna. Poniżej stoi Jan Ewangelista, trzymający w lewej ręce otwartą księgę, prawą wykonuje gest błogosławieństwa; kładzie na ramieniu Matthiasa Scheibitza. Podobnym gestem błogosławi jego małżonkę Maria Magdalena, ukazana po drugiej stronie kompozycji. Swój wzrok, emocje i uczucia kieruje w stronę Jezusa, w lewej ręce trzyma puszkę na oleje.  Na pierwszym planie ukazano klęczących Matthiasa Scheibitza i Anny z rodu Popplauerów oraz ich czworo dzieci. Podstawę epitafium tworzy inskrypcja oraz herby rodziny. Dzieło to charakteryzuje się „malarskim” potraktowaniem przestrzeni, płynną integracją reliefu (zarówno płaskiego, wklęsłego i wypukłego) z elementami pełnoplastycznymi. We fragmentach wyłania się tło - płaskorzeźbiona sceneria krajobrazowo-architektoniczna. 
Dzieło to jest jednym z cenniejszych pod względem artystycznym przykładów mieszczańskiego epitafium obrazowego, przy czym wiele zarówno malowanych, jak rzeźbionych pomników dedykowanych wrocławskim notablom reprezentuje równie wysoki poziom. Najwięcej z nich zdobiło wnętrza i elewacje zewnętrzne dwóch głównych kościołów farnych Wrocławia: Świętej Marii Magdaleny i Świętej Elżbiety. Pierwszy z nich sprawował patronat nad miejskimi cechami rzemieślniczymi, drugi zaś rodami  mieszczańskimi. Lokalizacja epitafium na zewnętrznej elewacji sąsiadującej z wschodnim przęsłem prezbiterium Kaplicy Kuśnierzy dla badaczy była trudna do wytłumaczenia, zwłaszcza że Scheibitz był kupcem. Dzieło zostało na prawdopodobne wtórne wmurowane w tym miejscu (przypuszczalnie w roku odbudowy kaplicy w 1573). Możliwe jest także, że Scheibitz należał do parafii Świętej Marii Magdaleny, stąd wedle badań wynika lokalizacja epitafium. Nie wiadomo jednak gdzie spoczywają Scheibitzowie, tym bardziej że już w późnym średniowieczu nobilitowani mieszczanie częstokroć zajmowali zaszczytne miejsca w kościołach, częstokroć budowano dla nich kaplice grobowe, a pamięć o mającym wielkie ambicje i aspiracje rodzie Scheibitzów upamiętnia jedynie wmurowane na zewnątrz epitafium obrazowe. Ród ten zajmował ważną pozycję we Wrocławiu i Śląsku. Wiadomo że syn Matthiasa, Nicolaus był miejskim rajcą i posiadał zamek w Wojnowicach. 
Tematyka pasyjna przejawiała się wielokrotnie w mieszczańskiej sztuce sepulkralnej na Śląsku. Niezwykle ekspresyjne przedstawienia Zdjęcia z Krzyża upowszechniło się w malarstwie staroniderlandzkim, które wywierało bardzo silny wpływ na XV i XVI wieczną sztukę środkowoeuropejską. Jako pośrednie i kluczowe ogniwo dla wielu dzieł wrocławskich tego okresu badacze uznają najczęściej Frankonię z Norymbergą na czele. W mieście tym działał m.in. Hans Pleydenwurff, który w roku 1462 wykonał malowidła ołtarza głównego wrocławskiego kościoła Świętej Elżbiety. Główny obraz ukazujący zdjęcie Chrystusa z krzyża charakteryzuje się bardzo podobnym do kompozycji epitafium Scheibitzów ekspresyjnym ujęciem opuszczania Ciała przez Józefa Arymateę i Nikodema, dlatego też słuszność tezy wpływu dzieła Pleydenwurffa z sąsiedniej parafii na epitafium potwierdza niemal cała historiografia artystyczna poświęcona temu zabytkowi.  
W historiografii artystycznej dzieło to kilkakrotnie występowało pod błędną nazwą „Epitafium Matthiasa Scheurla”.